# Газенко, Олег Георгиевич
Оле́г Гео́ргиевич Газе́нко (12 декабря 1918, село Николаевка, ныне Ставропольский край — 17 ноября 2007, Москва) — советский и российский физиолог, академик Российской академии наук, генерал-лейтенант медицинской службы, основоположник космической медицины, лауреат множества престижных премий, включая Государственную премию СССР, премию Правительства РФ, премию «Триумф», Демидовскую премию. Являлся членом редколлегии журнала «Наука и жизнь».

## Биография
Родился 12 декабря 1918 года в селе Николаевка (Ставропольский край).
В 1941 году с отличием окончил военный факультет 2-го Московского медицинского института и в звании военврача 3-го ранга (капитан медицинской службы) вместе со всем выпуском ушёл на фронт. Всю войну прослужил начальником войскового лазарета 197-го батальона аэродромного обслуживания 15-й воздушной армии на Западном, Юго-Западном, Брянском, Прибалтийском и Белорусском фронтах. Награждён боевыми орденами и медалями.
После окончания войны в 1946—1947 годах прошёл специальную подготовку в Военно-медицинской академии (г. Ленинград) на кафедре физиологии, в лаборатории авиационной медицины, где под непосредственным руководством крупных физиологов — академика генерал-полковника медслужбы Л. А. Орбели и профессора генерал-майора медслужбы М. Бресткина — изучал проблемы высотной физиологии и состояния высшей нервной деятельности в условиях гипоксии. В 1947 году получил назначение в Институт авиационной медицины Министерства обороны СССР.
С 1969 года решением ЦК КПСС и Совета Министров прикомандирован к Третьему Главному управлению при Министерстве здравоохранения СССР в качестве директора Института медико-биологических проблем Минздрава СССР.
В 1988 году вышел в отставку в звании генерал-лейтенант медицинской службы.
В 1987 году был избран президентом Всесоюзного (ныне Российского) физиологического общества имени И. П. Павлова.
В 1989—1991 годах являлся народным депутатом СССР, входил в состав Комитета по науке и образованию Верховного Совета СССР, был членом Комиссии по расследованию событий в Тбилиси 9 апреля 1989 года.
Был советником Российской академии наук при Государственном научном центре Российской Федерации «Институт медико-биологических проблем».
Умер 17 ноября 2007 года. Похоронен на Троекуровском кладбище в Москве.
Интересно, что после полёта в 1960 году в космос двух собак — Жульки и Жемчужины, Газенко взял себе одну из них — Жульку, которая прожила у него почти 14 лет.

## Семья
- Отец — Газенко Георгий Григорьевич (1894 года рождения)[3], полковник медицинской службы.
- Мать — Газенко (Никитина) Лариса Васильевна (1895 года рождения).
- Племянник — Роман Газенко (род. 1963) — российский режиссёр, сценарист, продюсер и телеведущий, публицист, политтехнолог[4].

## Основные работы
Книги
- Животные в космосе (1960);
- Жизнь и космос (1961);
- Космическая кардиология (1967);
- Водно-солевой гомеостаз и космический полёт. — М., 1986 (в соавт. с А. И. Григорьевым и Ю. В. Наточиным);
- Человечество и космос (1987) (в соавт. с В. И. Макаровым и И. Д. Пестовым)

Статьи
- Effects of various countermeasures against the adverse effects weightlessness on central circulation in the healthy man // Aviation, Space and Evironmental Medicine. 1982. Vol. 53. № 6 (with others)

Редактор
- Проблемы космической биологии (начиная с 1963 года, более 80 томов),
- Космическая биология и медицина (с 1969 года)
- Основы космической биологии и медицины (в 3 томах, 1975)